# Lemonia peilei
Lemonia peilei är en fjärilsart som beskrevs av Walter Rothschild 1921. Lemonia peilei ingår i släktet Lemonia och familjen fältspinnare, Brahmaeidae. Tre underarter finns listade i Catalogue of Life, Lemonia peilei farsica Wiltshire, 1946, Lemonia peilei klapperichi Wiltshire, 1961 och Lemonia peilei talhouki Wiltshire, 1952.